# Колласйоки
Ко́лласйо́ки (фин. Kollasjoki; Ко́ллаанйо́ки, фин. Kollaanjoki, в нижнем течении — Колос) — река в Суоярвском и Пряжинском районах Карелии.

## Описание
Длина реки — 57 км. Площадь водосборного бассейна — 245 км².
Вытекает из озера Колласъярви на высоте 159,0 м, расположенного около железнодорожной ветки Хийтола — Суоярви, между станциями Лоймола и Няятяоя. Впадает Колласйоки в озеро Тулемаярви (Тулмозеро) в районе поселка Колатсельга. Длина реки от истока до впадения в озеро Тулемаярви (Тулмозеро) — 67 км. Река образует множество порогов, один из которых, Дюгакоски, является одним из самых живописных и труднопроходимых порогов Карелии для туристов-водников.
В районе истока реки имеется большое количество братских могил советских, финских и немецких солдат, погибших в годы Советско-финляндской и Великой Отечественной войн.
В 500 м от реки расположен одноимённый, давно заброшенный финский хутор и упразднённый остановочный пункт на 379,25 км железной дороги перегона Лоймола — Пийтсиёки. От хутора остался только заросший деревьями фундамент.
В нескольких километрах выше по течению от посёлка Колатсельга на левом берегу находится заброшенный Рогозерский гематитовый рудник, а на правом берегу заброшенный Туломозерский железоделательный завод.

## Притоки
(от устья к истоку)
- Витсаоя (левый)
- Петриоя (левый)

## Данные водного реестра
По данным государственного водного реестра России относится к Балтийскому бассейновому округу, водохозяйственный участок реки — Водные объекты бассейна озера Ладожское без рек Волхов, Свирь и Сясь, речной подбассейн реки — Нева и реки бассейна Ладожского озера (без подбассейна Свирь и Волхов, российская часть бассейнов). Относится к речному бассейну реки Нева (включая бассейны рек Онежского и Ладожского озера).
Код объекта в государственном водном реестре — 01040300212102000011341.

## Галерея

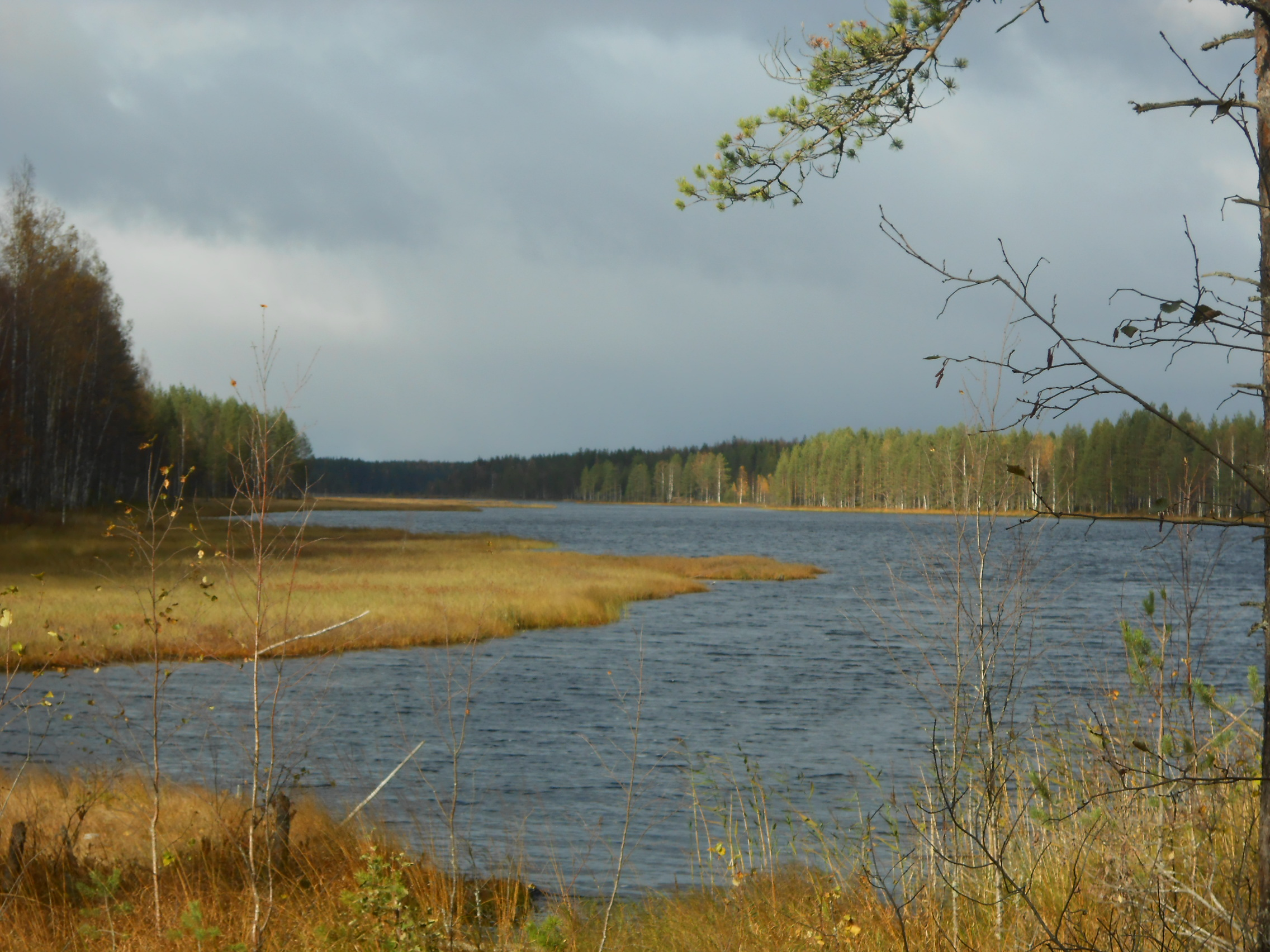
Вид с моста на р. Коллаа
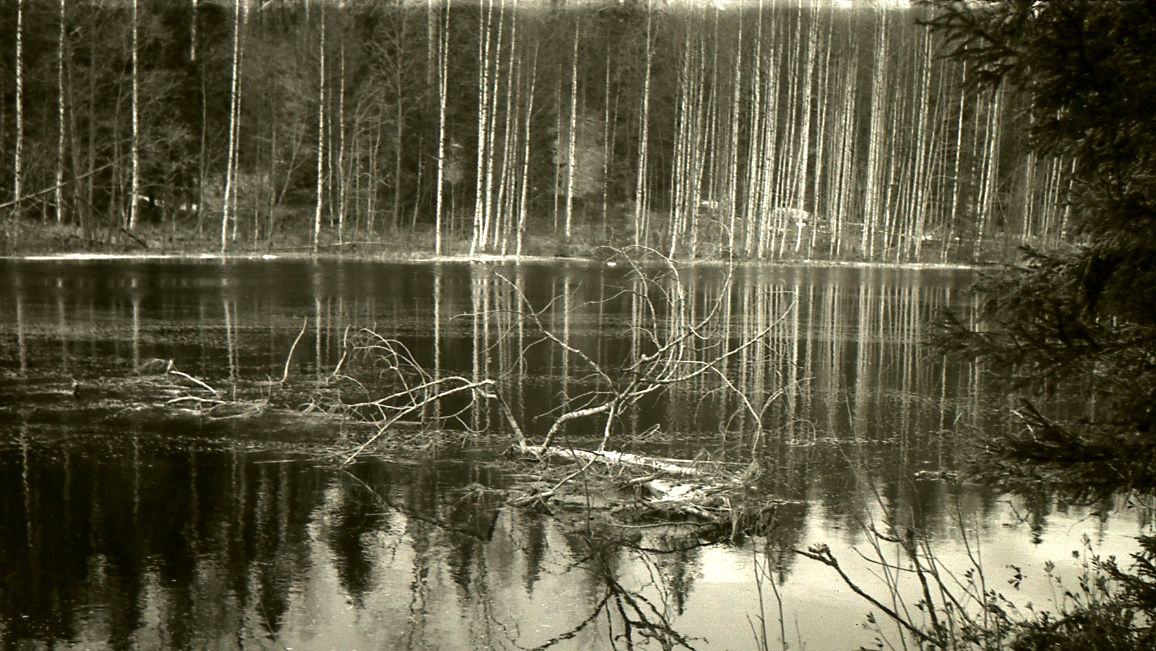
Река в 1 км ниже каньона Дюгакоски
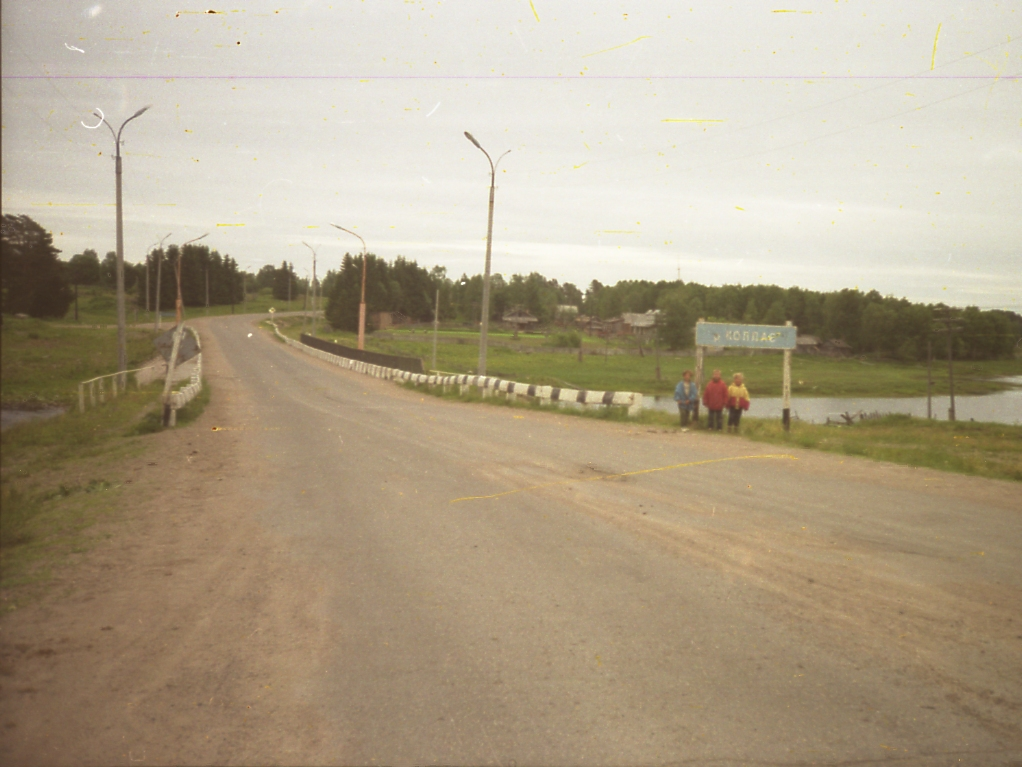
Река в пос. Колатсельга
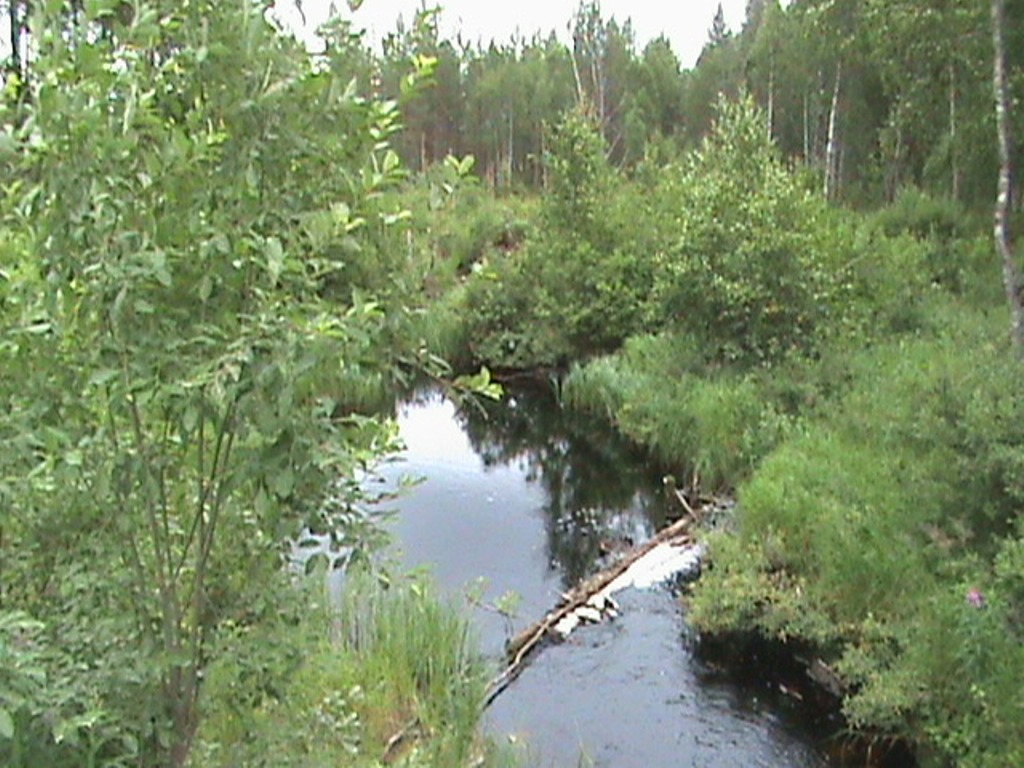
Исток Колласйоки, июль 2008 год